# Hervé Balland
Hervé Balland (Champagnole, 7 gennaio 1964) è un ex fondista francese.
È fratello di Guy, a sua volta fondista di alto livello.

## Biografia
In Coppa del Mondo ottenne il primo risultato di rilievo il 17 febbraio 1990 a Campra (11°) e l'unico podio il 19 marzo 1994 a Thunder Bay (3°). In carriera prese parte a tre edizioni dei Giochi olimpici invernali, Albertville 1992 (5° nella 50 km, 8° nella staffetta), Lillehammer 1994 (non conclude la 30 km, 10° nella staffetta) e Nagano 1998 (14° nella 50 km, 13° nella staffetta), e a quattro dei Campionati mondiali, vincendo una medaglia.

## Palmarès

### Mondiali
- 1 medaglia:
  - 1 argento (50 km[2] a Falun 1993)

### Coppa del Mondo
- Miglior piazzamento in classifica generale: 23º nel 1993
- 1 podio (individuale[3])[4]:
  - 1 secondo posto